# Hotel Crillon
El Hotel Crillon, en París, es uno de los más antiguos y más lujosos palacios del mundo. Está situado a los pies de los Campos Elíseos en el n.° 10, al norte de la Plaza de la Concordia.
Este hotel de 103 habitaciones y 44 suites ocupa uno de los dos edificios de piedra idénticos, divididos por la calle Real (Rue Royale) y que fueron construidos en 1758 por el arquitecto Louis-François Trouard por orden de Luis XV. Las fachadas fueron diseñadas por Ange-Jacques Gabriel, encargado del proyecto conjunto de la plaza de la Concordia. Inicialmente, las dos construcciones debían funcionar como edificios oficiales. Sin embargo, el edificio del oeste se transformó en un hotel que fue muy frecuentado por María Antonieta y sus amigos de la alta sociedad. Allí, ella tomaba lecciones de piano. Paradójicamente fue guillotinada frente a este hotel.
En 1788, François-Félix-Dorothee Berton des Balbes, conde de Crillon, adquirió el hotel y su familia lo dirigió hasta 1907 en que fue renovado por la Société du Louvre controlada por la familia Taittinger. Debido al impuesto de solidaridad sobre la fortuna, la familia Taittinger debió ceder el control de sus hoteles al grupo estadounidense Starwood Capital en agosto de 2005.